# Kamień (przystanek kolejowy)
Kamień (biał. Камень, ros. Камень) – przystanek kolejowy w miejscowości Kamień, w rejonie kobryńskim, w obwodzie brzeskim, na Białorusi. Leży na linii Homel - Łuniniec - Żabinka.